# Soft Cell
Soft Cell è un duo britannico di synth pop composto da Marc Almond (voce) e David Ball (sintetizzatori), che si affermò presso pubblico e critica nei primi anni ottanta e si è riunito nel 2002.
I testi delle loro canzoni, oltre a trattare temi sentimentali, toccano spesso argomenti controversi come il sesso estremo, il travestitismo, la dipendenza da droghe e la violenza.
Il duo è ricordato specialmente per il singolo Tainted Love (1981), cover di un brano di Ed Cobb inciso per la prima volta nel 1964 da Gloria Jones, che, proprio grazie al notevole successo della loro versione, fu poi rivisitato negli anni da numerosi altri artisti tra cui Marilyn Manson, Rose Villain e Rihanna.

## Storia

### Esordi
Formatisi nel 1979 a Leeds, città dove vivevano entrambi i componenti che a quel tempo erano studenti del Politecnico, dopo una breve ma intensa fase sperimentale (a testimonianza della quale sono stati in seguito pubblicati due CD: Bedsit tapes e Demo Non Stop), i Soft Cell registrarono nel 1980 a loro spese l'EP Mutant moment, un singolo 7" dalla tiratura di 2000 copie (4 tracce: Potential, Frustration, L.O.V.E. feelings e Metro MrX) che permise loro di farsi notare nella scena post-punk britannica.
Poco dopo vennero contattati da Stevo, futuro boss dell'etichetta indipendente Some Bizarre Records, il quale propose loro di registrare un brano (The girl with the patent leather face) per la prima compilation Some Bizarre, album d'esordio di gruppi che sarebbero divenuti famosi come Depeche Mode, The The e Blancmange.
I Soft Cell guadagnarono grande credito, parteciparono al Festival Futurama II insieme agli U2 e ai Depeche Mode e, soprattutto, vennero scritturati dalla Some Bizarre di Stevo e registrarono tra la fine del 1980 e l'inizio del 1981 il singolo Memorabilia, prodotto da Daniel Miller (produttore dei primi lavori dei Depeche Mode). Nonostante il modesto successo commerciale, Memorabilia, per certi versi anticipatore dell'house music, li fece conoscere nel mondo dei club.

### Tainted Love
Nel luglio del 1981 il duo Almond/Ball incise il loro secondo singolo Tainted Love, cover di una hit di Gloria Jones, scritta da Ed Cobb negli anni sessanta, che raggiunse il primo posto in classifica in 17 Paesi diversi e rimase nella classifica Billboard Hot 100 per ben 49 settimane, diventando uno dei primi dieci singoli più venduti nel mercato statunitense di tutti i tempi.
Prodotto da Mike Thorne (produttore di John Cale, Marianne Faithfull, Wire e, dopo i Soft Cell, dei The The e dei Bronski Beat), la registrazione di Tainted Love come singolo era in forte dubbio, essendo i Soft Cell intenzionati a registrare una cover di Frankie Valli The Night e pare che ad influire sulla scelta definitiva sia stata la fidanzata di quei tempi di Dave Ball, che considerava Tainted Love di Gloria Jones la sua canzone preferita. La Phonogram, major discografica dei Soft Cell, voleva imporre al duo Almond/Ball l'inserimento di un basso e di una batteria, ma alla fine il singolo venne registrato come i Soft Cell volevano: voce, synth e drum machine.
La versione 12" di Tainted Love riscosse altrettanto successo anche grazie al suo "prolungarsi" nel brano Where did our love go?, un classico della Motown portato al successo dalle The Supremes. 
Come Marc Almond ha avuto modo di sottolineare nella sua autobiografia Tainted Life, i Soft Cell non hanno mai fatto riferimento all'AIDS, malattia che iniziava a mietere vittime già a quel tempo. L'errata associazione deriva dal cameo di Almond, nei panni della morte, nel video di Tainted love dei Coil che, invece, faceva esplicitamente riferimento alla malattia (1984).

### Non Stop Erotic Cabaret
Pochi mesi dopo la registrazione di Tainted Love i Soft Cell si recarono a New York per registrare il loro primo long playing, Non-Stop Erotic Cabaret, disco che sarebbe diventato un album "fondamentale" dell'intero decennio degli anni ottanta e dal quale vennero estratti altri due singoli di grande successo: Bedsitter (#4 Official Singles Chart) e Say Hello Wave goodbye (#3 UK).
Le dieci tracce di Non-Stop Erotic Cabaret rappresentavano senza imbarazzo e con ironia la fuga impossibile dall'anonimato di una quotidianità frustrante, vissuta tra ipocrisia piccolo borghese e desolanti esperienze di consumo. Le storie di vite segrete (Secret Life), il racconto di incontri nei cinema pornografici (Seedy Films), la gioventù andata (Youth), l'attesa della vita notturna (Bedsitter), l'addio ad una prostituta (Say Hello Wave Goodbye), le frustrazioni dell'uomo comune (Frustration) ed un appiattimento dell'immaginario (gossip e riviste scandalistiche in Sex Dwarf) divengono immagini vivide grazie all'elettronica a tratti scarna e minimale prodotta dai sintetizzatori di David Ball e, soprattutto, dalla voce unica di un Marc Almond ancora acerbo. Il risultato, più che sorprendente, è che alla fine dell'ascolto il grande successo di Tainted Love non riesce a prevalere, quasi sfuma nel resto di un disco perfetto.
A dimostrazione che i Soft Cell non fossero una meteora, nel 1982 furono registrati altri due singoli di successo, Torch (#2 UK) che, nonostante fosse considerato dalla critica uno dei singoli più belli del 1982, non venne incluso in alcun album, e What! (#3 UK), che venne inserito nel mini album di versioni dance Non-Stop Ecstatic Dancing (#6 UK) del 1982.

### The Art of Falling Apart
Dopo 5 singoli da "Top 5" in meno di un anno ed una fama internazionale a dir poco incredibile, i Soft Cell tornarono a New York per registrare il loro secondo album, The Art of Falling Apart, un disco che avrebbe rappresentato una netta cesura con quanto realizzato dal gruppo fino a quel momento e che collocò i Soft Cell nella scena alternativa della musica anni ottanta. 
Oscuro, sporco e con un uso spropositato di sinclavier e campionature, The Art of Falling Apart raggiunse in Inghilterra la quinta posizione (Official Albums Chart). Nelle prime copie dell'album venne incluso un singolo 12" con i brani Martin, ispirato all'omonimo film del regista George A. Romero, e Hendrix Medley (Hey Joe/Purple Haze/Voodoo Chile), omaggio elettronico originale a Jimi Hendrix.
Nonostante varie vicissitudini, lo scarso rilievo commerciale dei due singoli estratti dall'album (Where the Heart is e Numbers, ispirato all'omonimo libro di John Rechy) e, soprattutto, della messa al bando dei Soft Cell dalle radio britanniche (per i temi trattati e per lo scandalo suscitato dal video promo di Sex Dwarf, sequestrato prima ancora di essere messo nella pubblica circolazione), i Soft Cell divennero uno straordinario gruppo di culto.
The art of Falling Apart rappresentò per I Soft Cell il tentativo, in parte riuscito, di acquisire quella libertà creativa che l'improvviso, quanto straordinario, successo commerciale di Tainted Love aveva attenuato. Ciò significava, chiaramente, accrescere i dissapori e i contrasti con la Phonogram, la major che li aveva sotto contratto e che, invece, premeva verso una continuità di successo alla quale Marc Almond e Dave Ball non sembravano voler dare un seguito.
Inevitabile, pertanto, la rottura, che avvenne in seguito alla decisione dei Soft Cell di fare uscire quale secondo singolo estratto dall'album Numbers, al quale la Phonogram preferiva la prima track del long playing Forever the Same. Non arresa alla volontà ferma dei Soft Cell, la Phonogram allegò al singolo Numbers (B-side Barriers) una ristampa omaggio del 7" di Tainted Love, tenendo all'oscuro dell'operazione il gruppo. La reazione di Marc Almond fu violenta ed immediata, culminata nell'irruzione del cantante e del boss della Some Bizzarre Stevø negli uffici della Phonogram, che vennero letteralmente distrutti, compresi i dischi d'oro e di platino appesi alle pareti. 
Tale episodio, sommatosi alla sfuriata selvaggia di Marc Almond nei confronti del giornalista John Savage, a causa delle critiche velenose e, secondo il cantante, gratuite del secondo album dei Marc and the Mambas (Torment and Toreros), concorse alla decisione di porre fine ai Soft Cell e all'annuncio stampa di una definitiva chiusura con il mondo della musica (nei fatti mai avvenuta) di Almond.

### This Last Night in Sodom
Sul finire del 1983 il singolo Soul Inside precedette la registrazione dell'album This Last Night in Sodom (numero 12 in UK), un album che fu commercializzato nei primi mesi del 1984, forse l'album migliore del sodalizio musicale di Marc Almond e Dave Ball ma che venne penalizzato dallo scioglimento del gruppo. Seguì, infine, l'ultimo singolo Down in the subway (canzone scritta originariamente da Jack Hammer).

### Dopo lo scioglimento e reunion nel 2001
Dopo la dissoluzione del progetto Soft Cell, Marc Almond intraprende una carriera solista. Anche Dave Ball partecipa a questo percorso, collaborando con l'ex compagno di duo. Nel 1991 viene pubblicato l'album di Almond Tenement Symphony. Sempre negli anni '90 Ball forma il gruppo The Grid con Richard Norris, progetto che si chiude già nel 1996 ma che poi dà alle stampe l'album Doppelgänger nel 2008.
Nel 2001 i Soft Cell si riuniscono per una serie di date live. Inoltre partecipano col brano God Shaped Hole alla compilation I'd Rather Shout at a Returning Echo than Kid Someone's Listening. Nel 2002 viene pubblicato un nuovo album, ossia Cruelty Without Beauty, seguito da un tour europeo e da uno statunitense. Vengono anche estratti alcuni singoli, tra cui The Night (#39 in UK).
Nel novembre 2008 viene pubblicato l'album di remix intitolato Heat. Al disco partecipano, tra gli altri, Paul Dakeyne, Ladytron, Manhattan Clique e Richard X.
Dopo anni di silenzio, nel 2018 viene comunicato che il gruppo si ritroverà per alcuni concerti o apparizioni. 
Nel giugno 2020 viene pubblicato l'EP Mutant Moments.
Nel maggio 2022 viene pubblicato, a distanza di venti anni dal precedente, un nuovo album in studio, il sesto del duo, dal titolo Happiness Not Included.

## Discografia parziale

### Album
| Anno | Album                                                                                | Posizioni in classifica | Posizioni in classifica | Posizioni in classifica | Certificazioni |
| Anno | Album                                                                                | U.K.                    | NZ                      | U.S.                    | Certificazioni |
| ---- | ------------------------------------------------------------------------------------ | ----------------------- | ----------------------- | ----------------------- | -------------- |
| 1981 | Non-Stop Erotic Cabaret - Pubblicato: Dicembre 1981 - Etichetta: Some Bizzare / Sire | 5                       | 7                       | 22                      | - UK: Platino  |
| 1982 | Non-Stop Ecstatic Dancing - Pubblicato: Giugno 1982 - Etichetta: Some Bizzare / Sire | 6                       | –                       | 57                      | - UK: Oro      |
| 1983 | The Art of Falling Apart - Pubblicato: Gennaio 1983 - Etichetta: Some Bizzare / Sire | 5                       | –                       | 84                      | - UK: Oro      |
| 1984 | This Last Night in Sodom - Pubblicato: Marzo 1984 - Etichetta: Some Bizzare / Sire   | 12                      | –                       | –                       |                |
| 2002 | Cruelty Without Beauty - Pubblicato: Ottobre 2002 - Etichetta: Some Bizzarre         | 116                     | –                       | –                       |                |

† Da sottolineare che negli Stati Uniti il disco fu pubblicato come EP; sempre negli Stati Uniti Non-stop Ecstatic Dancing si piazzò nella 31ª posizione nella classifica dance statunitense.

### Raccolte
| Raccolte che entrarono in classifica \| Anno \| Album \| Posizione in classifica \| Posizione in classifica \| \| Anno \| Album \| U.K. [1] \| U.S. \| \| ---- \| --------------------------------------------------------------------------- \| ----------------------- \| ----------------------- \| \| 1986 \| The Singles - Pubblicato: Dicembre 1986 - Etichetta: Some Bizzarre \| 58 \| – \| \| 1991 \| Memorabilia - The Singles - Pubblicato: Maggio 1991 - Etichetta: Mercury \| 8 \| – \| \| 2002 \| The Very Best of Soft Cell - Pubblicato: Aprile 2002 - Etichetta: Universal \| 37 \| – \| Lista completa delle compilation e raccolte - 1982 - The Twelve Inch Singles (Some Bizzare) (box da 6 dischi in vinile 12" con libretto) - 1986 - The Singles (Some Bizzare) - 1991 - Memorabilia - The Singles (Mercury) (accreditato a Soft Cell with Marc Almond) - 1994 - Down in the Subway (Spectrum) - 1996 - Say Hello to Soft Cell (Spectrum) - 1998 - Master Series (Mercury) - 2001 - The Twelve Inch Singles (Polygram) (3CD ristampa del box del 1982) - 2002 - The Very Best of Soft Cell (Universal) - 2005 - The Bedsit Tapes (Some Bizzare) (Registrato nel 1978-1980) - 2006 - Demo Non Stop (Some Bizzare) (Registrato nel 1978-1980) - 2006 - 20th Century Masters - The Millennium Collection: The Best of Soft Cell (Universal) - 2008 - Heat: The Remixes (Mercury) (2CD collezione di nuovi remix) |                                                                             |                         |                         |
| Anno | Album                                                                       | Posizione in classifica | Posizione in classifica |
| Anno | Album                                                                       | U.K.                    | U.S.                    |
| 1986 | The Singles - Pubblicato: Dicembre 1986 - Etichetta: Some Bizzarre          | 58                      | –                       |
| 1991 | Memorabilia - The Singles - Pubblicato: Maggio 1991 - Etichetta: Mercury    | 8                       | –                       |
| 2002 | The Very Best of Soft Cell - Pubblicato: Aprile 2002 - Etichetta: Universal | 37                      | –                       |

### EP
- 1980 - Mutant Moments

### Singoli
- 1981 A Man Can Get Lost
- 1981 Memorabilia 12" Version B/W Persausion
- 1981 Tainted Love
- 1981 Bedsitter B/W FAcility Girls numero 4 UK
- 1982 - Say Hello, Wave Goodbye - numero 3 UK
- 1982 Torch B/W Insecure Me numero 2 UK
- 1982 What! B/W So... numero 3 UK
- 1982 Where the Heart Is B/W It's A Mug's Game numero 21 UK
- 1983 Numbers / Barriers numero 25 UK
- 1983 Soul Inside numero 16 UK
- 1984 Down in the Subway numero 24 UK
- 1991 Say Hello, Wave Goodbye numero 38 UK
- 1991 Tainted Love 1981 numero 5 UK
- 2002 Monoculture numero 52 UK
- 2003 The Night numero 39 UK

## Videografia
- Soft Cell's: Non-Stop Exotic Video Show
- Soft Cell's: Live in Milan